# Staurotheca frigida
Staurotheca frigida is een hydroïdpoliep uit de familie Sertulariidae. De poliep komt uit het geslacht Staurotheca. Staurotheca frigida werd in 1997 voor het eerst wetenschappelijk beschreven door Peña Cantero, Svoboda & Vervoort. 